# Facultad de Estudios Superiores Zaragoza
La Facultad de Estudios Superiores Zaragoza es una entidad académica multidisciplinaria de la Universidad Nacional Autónoma de México (UNAM), con una sede central ubicada en la Alcaldía Iztapalapa de la Ciudad de México (Campo I y Campo II) y una sede foránea (Campo III) en San Miguel Contla, Tlaxcala donde se abrió la nueva licenciatura de Desarrollo Comunitario para el Envejecimiento.
Esta facultad se ubica cerca de la estación Guelatao.

## Licenciaturas
- Biología
- Cirujano Dentista
- Enfermería
- Ingeniería Química
- Médico Cirujano
- Psicología[4]
- Química Farmacéutico Biólogo
- Desarrollo Comunitario para el Envejecimiento
- Nutrición

## Posgrado
- Especialidad en Estomatología del Niño y el Adolescente[5]
- Especialidad en Estomatología en Atención Primaria
- Especialidad en Salud en el Trabajo
- Especialidad en Farmacia Industrial
- Maestría en Administración ( Sistemas de Salud)
- Maestría en Ciencias Biológicas
- Maestría en Enfermería
- Maestría en Psicología (Educación Especial, Terapia Familiar y Neuropsicología)
- Maestría en Trabajo Social
- Doctorado en Ciencias Biológicas
- Doctorado en Psicología

## Centro de Tecnologías para el Aprendizaje
El Centro de Tecnologías para el Aprendizaje (CETA) se ubica en la Ciudad de México, en la Facultad de Estudios Superiores Zaragoza de la UNAM. Fue fundado durante el periodo de gestión directiva del Dr. Víctor Manuel Mendoza Núñez. Abrió sus puertas a los académicos, administrativos, trabajadores y estudiantes en el mes de enero del 2024.
El CETA se creó con la finalidad de atender la emergente necesidad de crear comunidades y redes virtuales de aprendizaje, fomentar la praxis de enseñanza-aprendizaje mediada por tecnologías digitales, difundir la innovación educativa y promover la cultura digital. Para ello se impulsan proyectos de investigación, se atiende el uso de aulas virtuales, se diseñan materiales gráficos, se producen audiovisuales, se desarrollan sistemas educativos y materiales didácticos digitales y se proporciona asesoría y capacitación a los recursos humanos de la Facultad.

## Investigación
La FES Zaragoza tiene una Unidad Multidisciplinaria de Investigación Experimental Zaragoza. Actualmente cuenta con 35 Líneas de Investigación y 8 Unidades de Investigación. 
Casi 20 años de trabajo llevó a un grupo de investigadores del Laboratorio de Oncología Celular de la Unidad de Investigación en Diferenciación Celular y Cáncer de la FES Zaragoza de la UNAM demostrar que la proteína interleucina-2 (IL-2), encapsulada en una nanopartícula o liposoma, es decir, una pequeña burbuja hecha del mismo material que la membrana celular, acaba con células tumorales no solo de cáncer cervicouterino, sino de otros tipos de cáncer. Tratar tumores de cérvix, melanona y próstata puede ser ya una realidad, gracias al desarrollo biotecnológico de este grupo de investigadores, coordinados por la doctora Rosalva Rangel Corona, quienes han obtenido recientemente del Instituto Mexicano de la Propiedad Intelectual (IMPI) el registro de patente con el nombre Composición de un producto antineoplásico e inmunorregulador y su uso para el tratamiento de cáncer cervicouterino y publicada en la Gaceta de la Propiedad Industrial con número de expediente MX/a/2008/008681.